# Al-Madijja
Al-Madijja (arab.: المدية, Al-Madiyyah; fr. Médéa) – miasto w Algierii, stolica Prowincji Al-Madijja. W 1998 roku liczyło 123 535 mieszkańców.